# بلدة أوتسيغو ليك (ميشيغان)
أوتسيغو ليك (بالإنجليزية: Otsego Lake Township, Michigan)‏ هي بلدة تقع بولاية ميشيغان في الولايات المتحدة. تبلغ مساحتها 91.9 (كم²)، وترتفع عن سطح البحر 433 م، بلغ عدد سكانها 2532 نسمة في عام تعداد الولايات المتحدة 2000 حسب إحصاء مكتب تعداد الولايات المتحدة وتصل الكثافة السكانية فيها 29.9 نسمة/كم2.

## وصلات خارجية
- http://www.otsegolaketownship.org/
- The US50 - Cities and Towns in Michigan State
- Michigan Cities and Towns, Facts, Map, Flag, Colleges, Government, and More